# VII Brygada Rezerwowa
VII Brygada Rezerwowa (VII BRez.) – wielka jednostka piechoty Wojska Polskiego II RP, utworzona w czasie wojny polsko-bolszewickiej. Uczestniczyła w walkach na północnym odcinku frontu, a w grudniu 1920 została przemianowana na 23 Dywizję Piechoty.

## Formowanie
W lutym 1920 ukazał się rozkaz zorganizowania VII rez. Brygady Piechoty. W skład brygady weszły 1. i 2 rezerwowe pułki piechoty Okręgu Generalnego Poznań (przemianowane na 155 i 159 rez. pp), oraz bytomski pułk strzelców (przemianowany na 167 rez. pp). Dotychczasowe zadanie pułków rezerwowych (dozorowanie granicy polsko-niemieckiej) przejęły 5. i 6 pułki Strzelców Granicznych. Jako artylerię przydzielono brygadzie IV/14 pułku artylerii polowej wyposażony w polowe armaty francuskie oraz II/15 pułku artylerii ciężkiej. Gotowość marszową brygada osiągnęła w kwietniu 1920. 25 maja pułki brygady w stanie wyżywionych liczyły: 155 rez. pp. – 30 oficerów, 2648 podoficerów i szeregowców, 159 rez. pp – 32 oficerów, 2670 podoficerów i szeregowców, 167 rez. pp – 19 oficerów, 2155 podoficerów i szeregowców. Będąc w składzie Armii Rezerwowej według stanu z 1 czerwca stan bojowy jej pułków przedstawiał się następująco: oficerów – 60, podoficerów i szeregowych – 5796, karabinów maszynowych – 161, dział polowych – 18, dział ciężkich – 13. Po doliczeniu artylerii, dywizjonu kawalerii i sztabu stan bojowy VII BP rez. wynosił: 94 oficerów, 7100 podoficerów i szeregowców, 187 karabinów maszynowych, zaś stan wyżywienia: 148 oficerów, 9799 podoficerów i szeregowców.

## Walki brygady
W związku z bitwą nad Berezyną VII Brygada została przetransportowana na północny odcinek frontu do Armii Rezerwowej gen. Sosnkowskiego. Uczestniczyła w uderzeniu z Bracławia na północny wschód wzdłuż Dźwiny, mającym odciąć wojska 15 Armii, które zakończyło się częściowym niepowodzeniem. Po tym nastąpił miesiąc względnego spokoju, przerwany 4 lipca kolejną ofensywą sowiecką. Pod jej naporem VII BRez. (wchodząca wówczas w skład 1 Armii) wycofywała się najpierw za linię dawnych okopów niemieckich, a po jej utracie za Niemen i następnie za Narew i Bug w głąb kraju.
Tam została podporządkowana świeżo utworzonej 5 Armii i obsadziła rejon Zegrza. 16 sierpnia wraz z całą armią rozpoczęła natarcie, zakończone nad granicą z Prusami Wschodnimi. We wrześniu, w związku z przygotowaniami do bitwy niemeńskiej brygadę włączono do Grupy Północnej 2 Armii, osłaniającej Suwalszczyznę. Potem nie uczestniczyła już w walkach i w grudniu 1920, wraz z zakończeniem działań wojennych i ogólną reformą WP VII Brygadę Rezerwową przemianowano na 23 Dywizję Piechoty oraz przeniesiono na Górny Śląsk.
Na podstawie rozkazu Naczelnego Dowództwa Wojska Polskiego nr 6797/20/Sąd. z 10 sierpnia 1920 został utworzony (wyjątkowo) sąd polowy dla 7 Brygady Rezerwowej. Na stanowisko szefa sądu został wyznaczony kpt. KS Bolesław Konstanty Charłampowicz, dotychczasowy sędzia śledczy Ekspozytury Sądu Wojskowego Okręgu Generalnego Lwów w Przemyślu. Ponadto z Sądu Wojskowego Okręgu Generalnego Warszawa przydzieleni zostali podporucznicy: Stanisław Niemirysz i Władysław Surewicz.
Współcześnie tradycje brygady kontynuowała 23 Brygada Obrony Terytorialnej, istniejąca w latach 2001–2003.